# Qark Shkodra

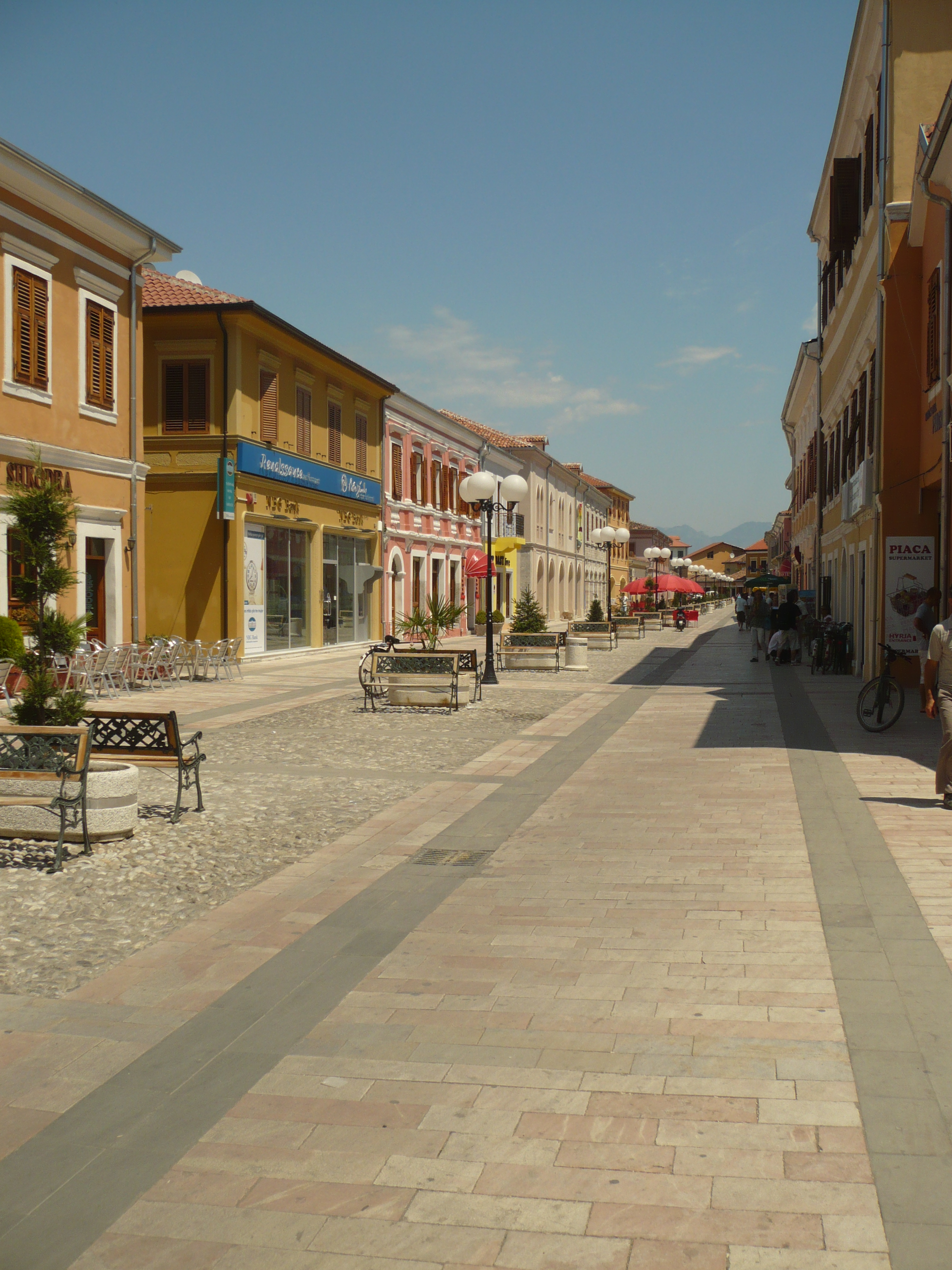
Ausgehmeile in der Altstadt von Shkodra

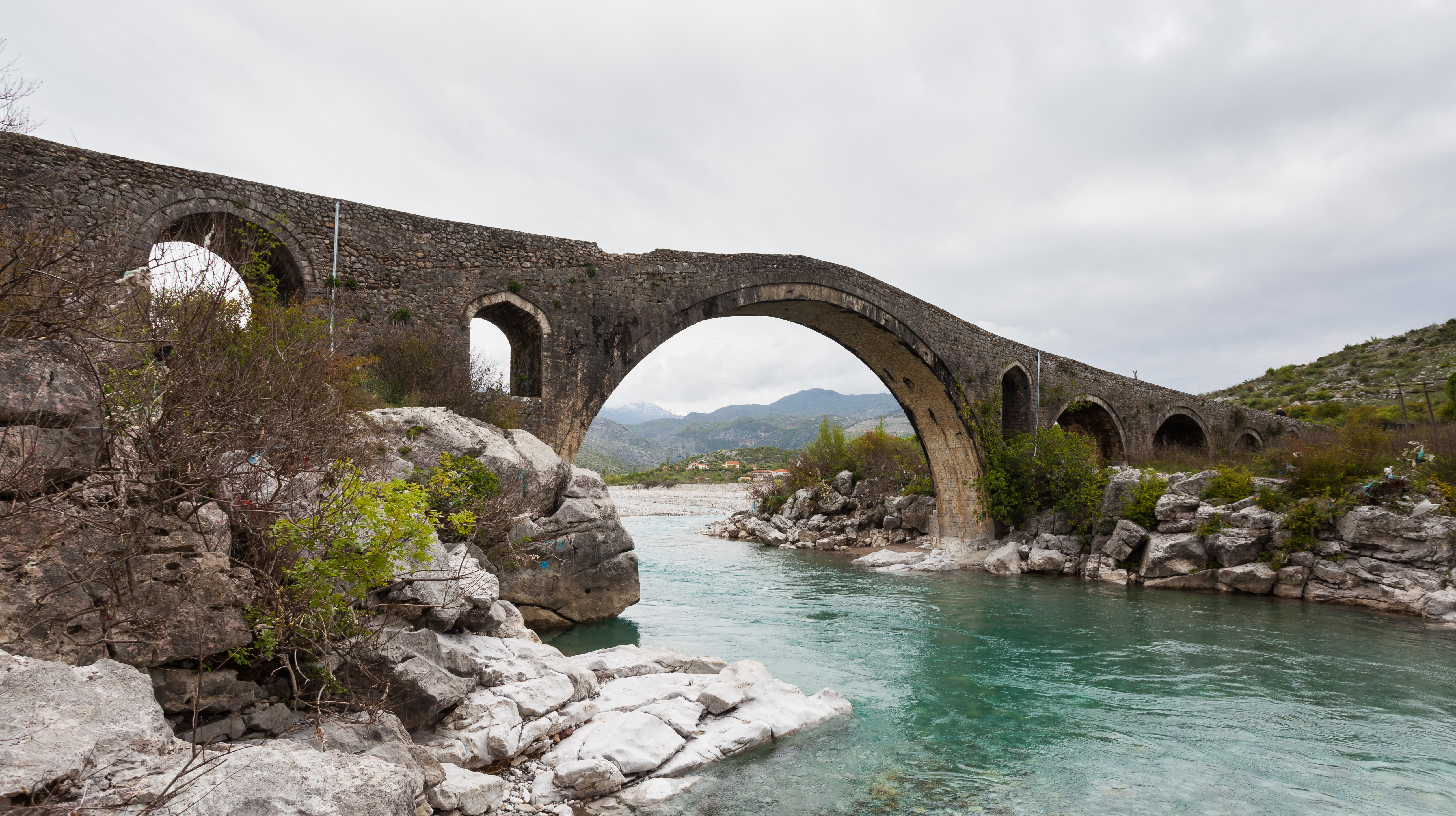
Die Ura e Mesit über den Kir

Der Qark Shkodra (albanisch Qarku i Shkodrës) ist einer der zwölf Qarks in Albanien. Er liegt in Nordalbanien und hat eine Fläche von 3562 Quadratkilometer, auf der 154.479 Einwohner leben (Volkszählung 2023). Die Hauptstadt ist Shkodra.

## Geographie
Der Qark Shkodra besteht aus den fünf Gemeinden Fushë-Arrëz, Malësia e Madhe, Puka, Shkodra und Vau-Deja mit Shkodra als historischem, wirtschaftlichen, gesellschaftlichen und administrativen Zentrum. Im Norden und Westen grenzt der Qark an Montenegro und den Shkodrasee, im Südwesten ans Adriatische Meer. Südlich des Qarks liegt der Qark Lezha, östlich der Qark Kukës.
Abgesehen von den Ebenen entlang der Meeresküste und dem See ist das ganze Gebiet hohes Bergland, zu denen die Albanischen Alpen mit mehreren der höchsten Berge Albaniens gehören. Der höchste Punkt des Qarks ist die Jezerca (2694 m ü. A.), der höchste vollständig in Albanien gelegene Berg, der sich östlich des Shala-Tales auf der Grenze zu Tropoja befindet. Südlich an die Albanischen Alpen schließen sich die Hochländer von Cukali und Puka an. Die Bergregionen sind nur dünn besiedelt und kaum erschlossen. In diesem Teil entspringen einzelne Flüsse, wie die Shala und der Kir, die beide in den Drin münden. Im nördlichsten Teil des Qark fließt der Vermosh, der einzige Fluss Albaniens, der zum Flusssystem der Donau gehört und somit diese Region Albaniens zum Schwarzen Meer hin entwässert. Der Fan fließt im Südosten des Qark.
Der nördliche Teil des Qarks gehört zum Nationalpark Alpen Albaniens. Das mittlere Shala-Tal ist als Naturpark geschützt. Der Shkodrasse ist sowohl Biotop- und Artenschutzgebiet mit Management wie auch internationales Ramsar-Schutzgebiet. Flusslauf und Ufergebiete entlang des Laufs und der Mündung der Buna sind Teil des Landschaftsschutzgebiets Buna-Velipoja.

## Bevölkerung
In den zwölf Jahren seit der Volkszählung 2011 (215.347 Einwohner) ist die Bevölkerung um über 60.000 Einwohner oder fast 30 % zurückgegangen. Schon in den zehn Jahren zuvor musste der Qark einen Rückgang von 15 % verzeichnen: 2001 wurden noch 256.473 Einwohner registriert. Vom Bevölkerungsrückgang besonders betroffen sind die Gebirgsregionen.
Muslime machen 44,84 % der Einwohner aus, diese sind in erster Linie Sunniten. Die Bektaschiten, die nur noch 0,07 % der Gesamtbevölkerung stellen, werden gesondert von den Muslimen aufgeführt. 47,19 % sind katholisch, 0,38 % orthodox, 0,09 % evangelisch und 0,02 % sind andere Christen. Gläubige ohne Religion machen 0,31 % der Bevölkerung, Atheisten machen 0,14 % der Einwohner aus. 4,94 % machten 2011 keine Angaben zu ihrem Glaubensbekenntnis.

## Politik und Verwaltung
Der Qark-Rat (alb. Këshilli i Qarkut) besteht aus 22 Mitgliedern. Der Vorsitzende des Qark-Rats übernimmt die exekutive Funktionen und wird vom Qark-Rat alle vier Jahre gewählt. 
Der Qark stellt für die 2009 und 2013 beginnenden Legislaturperioden des albanischen Parlaments elf Abgeordnete von insgesamt 140.
Bis 2015 bestand der Qark aus den drei Kreisen Malësia e Madhe, Puka und Shkodra, deren vier, zehn und 17 Gemeinden jeweils zu neuen Gemeinden zusammengelegt wurden. Die Verwaltungsebene der Kreise wurde aufgelöst.
Shkodra ist Sitz eines Bezirksgerichts (alb. Gjykata e Rrethit Gjyqësor). Im Weiteren sind das Appellationsgericht von Shkodra (alb. Gjykata e Apelit) und die Staatsanwaltschaft angesiedelt.

### Verwaltungsgliederung
| Gemeinde        | Njesitë administrative (alte Gemeinden)                                                        | Kreis           | Einwohner 2023 | Einwohner 2011 |
| --------------- | ---------------------------------------------------------------------------------------------- | --------------- | -------------- | -------------- |
| Fushë-Arrëz     | Blerim, Fierza, Fushë-Arrëz, Iballa, Qafë Mal                                                  | Puka            | 4.878          | 07.405         |
| Malësia e Madhe | Gruemira, Kastrat, Kelmend, Koplik, Qendër, Shkrel                                             | Malësia e Madhe | 21.684         | 030.823        |
| Puka            | Gjegjan, Puka, Qelëz, Qerret, Rrapa                                                            | Puka            | 6.222          | 011.069        |
| Shkodra         | Ana Malit, Bërdica, Dajç, Guri i zi, Postriba, Pult, Rrethina, Shala, Shkodra, Shosh, Velipoja | Shkodra         | 102.434        | 135.612        |
| Vau-Deja        | Bushat, Hajmel, Shllak, Temal, Vau-Deja, Vig-Mnela                                             | Shkodra         | 19.261         | 030.438        |

| Kreis           | Hauptort | Fläche    | Einwohner (2011) | Einwohner (2001) | Anzahl Gemeinden |
| --------------- | -------- | --------- | ---------------- | ---------------- | ---------------- |
| Malësia e Madhe | Koplik   | 897 km²   | 30.823           | 36.770           | 6                |
| Puka            | Puka     | 1.034 km² | 18.474           | 34.454           | 10               |
| Shkodra         | Shkodra  | 1.631 km² | 166.050          | 185.794          | 17               |